# Festival de Kayes Médine Tambacounda
Le Festival de Kayes Médine Tambacounda est un rendez-vous culturel annuel organisé à kayes et dans sa région. Initié depuis 2005 par Guéguen Alice Dakouo avec comme objectif de "promouvoir les échanges culturels entre les pays pour la paix entre les peuples" et "développer un tourisme durable par la promotion des richesses culturelles", le festival est organisé en partenariat avec le ministère de l’artisanat et du tourisme.
Le festival réuni des spectacles musicaux, des représentations théâtrales, des visites de lieux culturels et historiques dans la région de Kayes ou la région frontalière sénégalaise de Tambacounda, des conférences et des présentations artisanales.

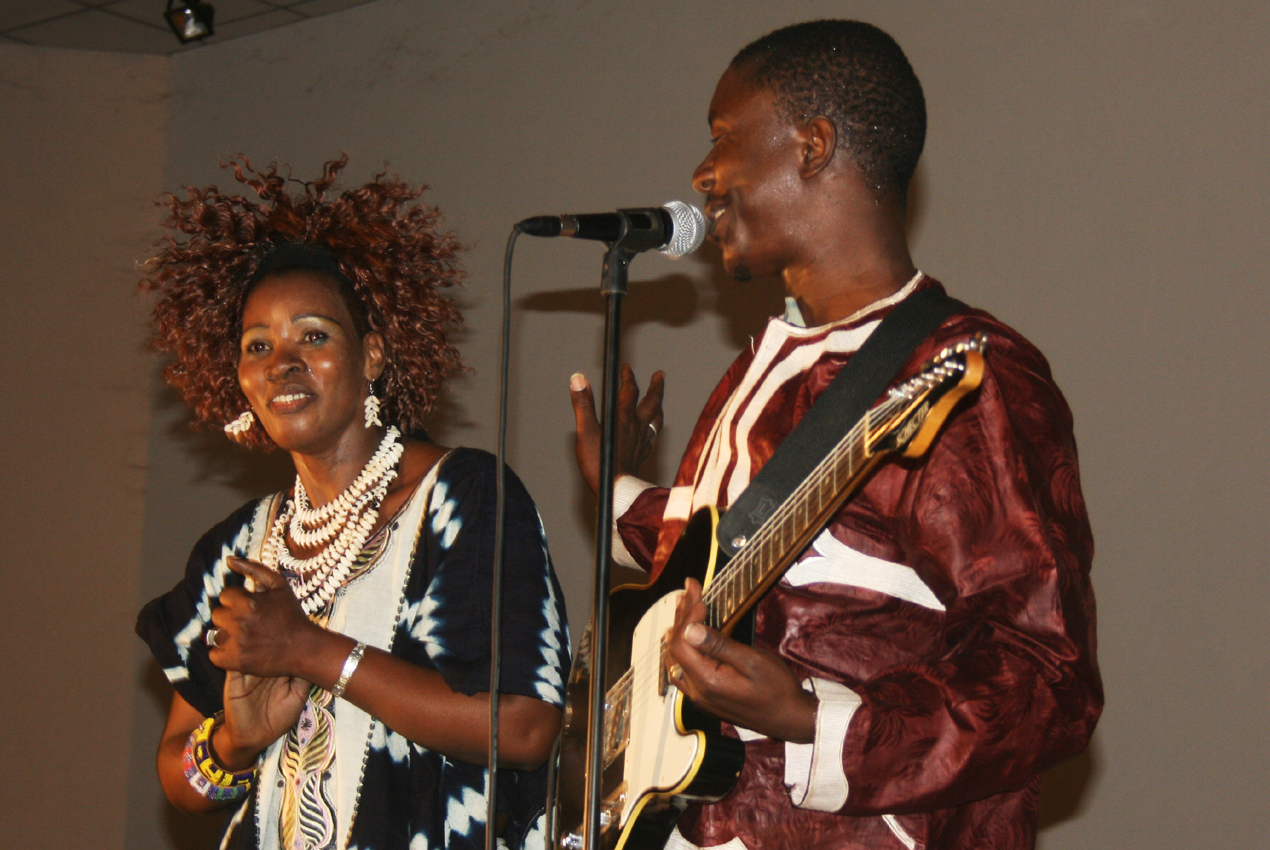
Sadio Sidibé et Baba Salah lors de l'édition 2009 du Festival de Kayes Médine Tambacounda

L’édition 2009 qui s’est déroulé du 12 au 15 février 2009 a réuni des musiciens maliens et sénégalais Nampé Sadio, Sadio Sidibé, Alou Sangaré et Chéché Dramé, Various de Kayes, Diwaan j, Baba Salah, Mah Kouyaté N°2. Un défilé de mode de couturiers de Kayes et Tambacounda ainsi qu’une représentation théâtrale sur l’exode des jeunes ont également été présentés. Une remontée en pirogue du fleuve Sénégal de Kayes à Médine suivi d’une visite guidée du fort de Médine été programmée.